# Café de la Paix

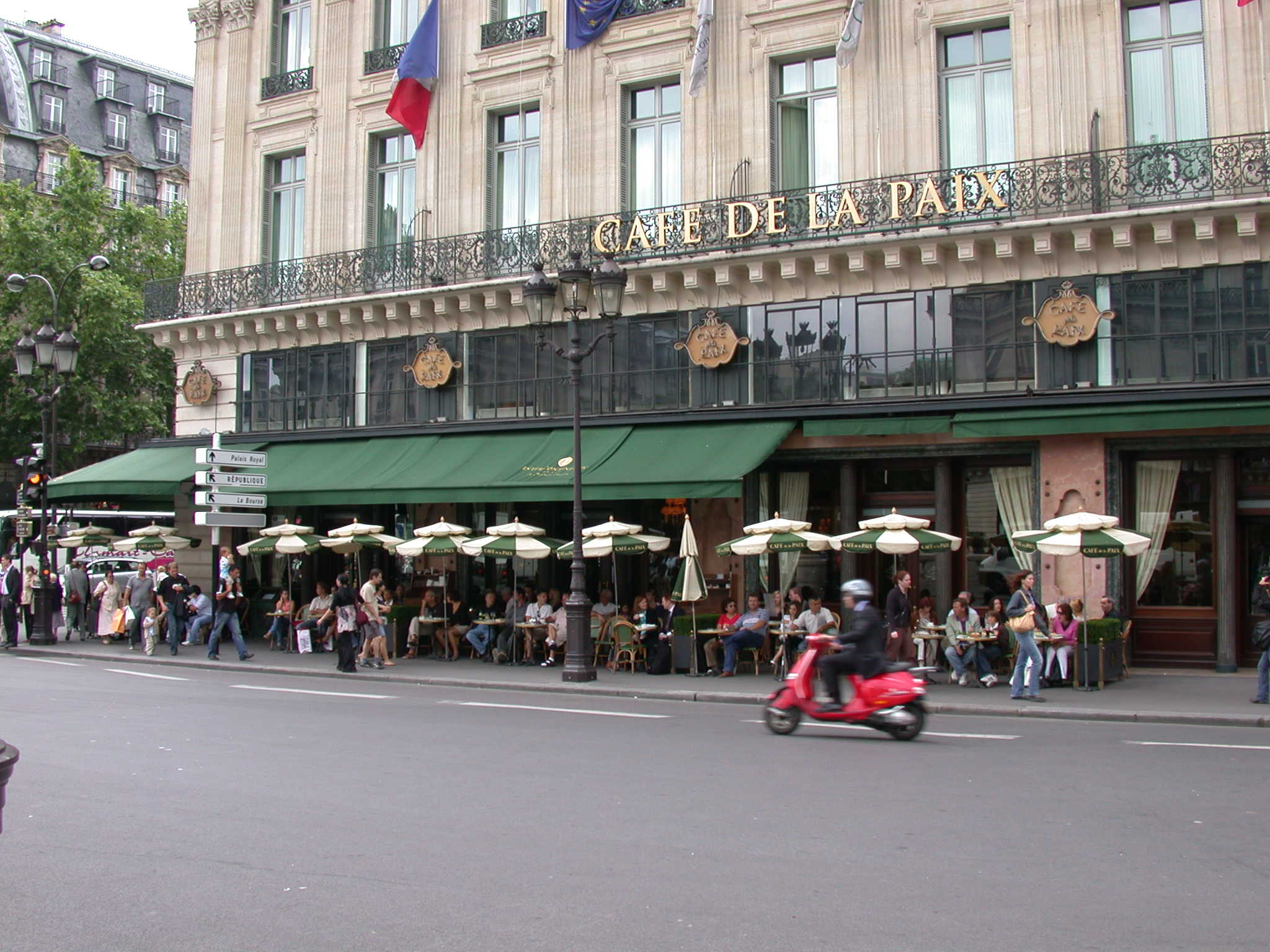
Café de la Paix 2006.

Café de la Paix är ett känt kafé i Paris vid Place de l'Opéra. Kaféet är ritat av Charles Garnier som även ritade det närbelägna operahuset. Caféet kallas även för "Världens navel" eftersom där samlas människor från hela världen. Det sägs att om du slår dig ner i kaféet så kommer du inom kort att se en bekant vid något av grannborden.

## Historia

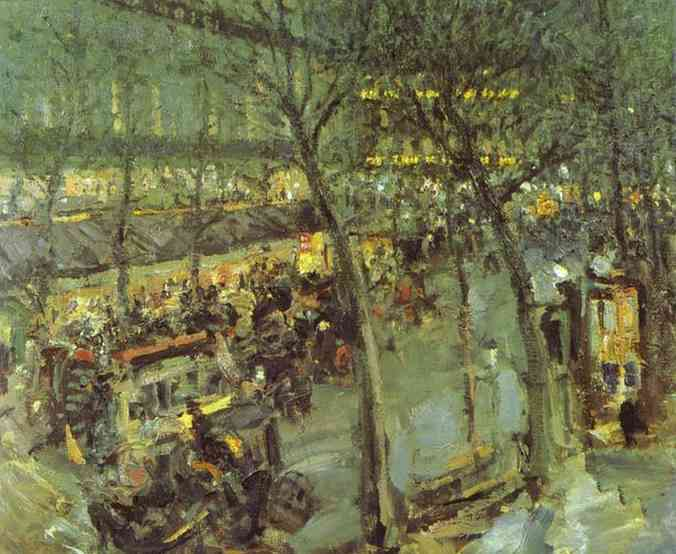
Café de la Paix målat av Konstantin Korovin 1906.

Café de la Paix öppnades den 30 juni 1862 som en del av hotellet Grand-Hôtel de la Paix som fått sitt namn efter den närliggande gatan Rue de la Paix. Närheten till L'Opéra Garnier lockade många kända besökare som Jules Massenet, Émile Zola och Guy de Maupassant. Kaféet är beskrivet i dikten "The Absinthe Drinker" av den kanadensiska poeten Robert W. Service 
Under belle époque besöktes kaféet av Sergej Djagilev och den blivande kung Edward VII.
Den 22 augusti 1975 utsåg den franska regeringen kaféet till ett monument historique.